# 클리바노포로이

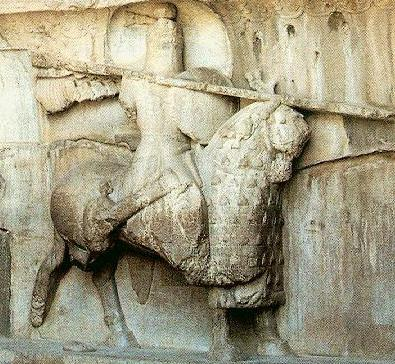

클리바노포로이(그리스어: κλιβανοφόροι)는 사산 제국과 비잔틴 제국의 중장기병이다. 카타플락토이와 유사하게 기수와 말이 모두 중무장하고 있었다.

## 같이 보기
- 중기병